# Gewaltschutzgesetz
Ein Gewaltschutzgesetz bezweckt den Schutz einer Person vor allen Formen von Gewalt im privaten und häuslichen Umfeld. Andere Rechtsordnungen verfolgen solche Gewaltakte nur im Rahmen des gewöhnlichen Strafrechts, z. B. als Körperverletzung oder Nötigung. Neu am Gewaltschutzgesetz ist, dass die Person, von der eine Gewaltgefährdung ausgeht, polizeilich der Wohnung verwiesen werden kann, während das Opfer häuslicher Gewalt bleibt und nicht Zuflucht suchen muss.

## Geschichte
Wurde Gewalt im familiären Bereich lange Zeit als Privatsache behandelt, so setzte sich in den 1990er Jahren international die Erkenntnis durch, dass Gewaltakte an Familienmitgliedern Menschenrechtsverletzungen sind und die Staaten verantwortlich sind für die Beendigung der Gewalt und den Schutz der Opfer. 1993 erließ die Generalversammlung der Vereinten Nationen die Erklärung zur Beseitigung von Gewalt gegen Frauen. Am 2. Februar 1996 reichte Radhika Coomaraswamy, die Sonderberichterstatterin für Gewalt gegen Frauen, bei der UN-Menschenrechtskommission den Rahmen für Musterrechtsvorschriften betreffend häusliche Gewalt ein. 1997 beschloss die Europäische Union eine Kampagne zur vollständigen Ächtung von Gewalt gegen Frauen. Der Europarat erließ am 11. Mai 2011 die Konvention des Europarates zur Verhütung und Bekämpfung von Gewalt gegen Frauen und häuslicher Gewalt.
Die Durchsetzung von Gesetzen gegen häusliche Gewalt wurde seitdem zum Standard der Politik in den westlichen Ländern.

## Österreich
Österreich war das erste Land in Europa, das ein Gewaltschutzgesetz erlassen hat. Das Bundesgesetz zum Schutz vor Gewalt in der Familie – eigentlich eine Novelle, mit der das Strafgesetzbuch, die Exekutionsordnung, die Zivilprozessordnung etc. geändert wurden – trat 1997 in Kraft. Es schützt alle Personen, die im familiären Bereich von Gewalt getroffen sind, unabhängig von Alter, Geschlecht, Familienstand und Beziehung zur gefährdenden Person. Die Intention des Gesetzes ist es, den Opfern die Möglichkeit zu geben, im eigenen Zuhause zu bleiben und sie vor Gewalt zu schützen. Es basiert auf zwei rechtlichen und einer sozialen Maßnahme:
- Betretungsverbot und Wegweisung zum Schutz vor Gewalt (§ 38a SPG). Damit ist die Polizei verpflichtet, eine Person, von der eine akute Gefahr für Gesundheit, Leben oder Freiheit anderer ausgeht, der Wohnung zu verweisen. Wurde bereits eine strafbare Handlung begangen, muss die Polizei auch eine Strafanzeige erstatten. In Österreich sind alle Gewaltdelikte Offizialdelikte.
- Sofortige proaktive Hilfe für Opfer durch Interventionstellen. Begleitend zum Gewaltschutz wurden in jedem Bundesland Interventionsstellen eingerichtet, die die Opfer in vielen Belangen unterstützen, wie Gefährlichkeitseinschätzung, Existenzsicherung und Durchsetzung von Rechten.
- Zivilrechtliche Schutzverfügung (Einstweilige Verfügung) für drei Monate und länger. Ein Opfer häuslicher Gewalt kann innerhalb von zehn Tage beim Familiengericht eine Einstweilige Verfügung für die Verlängerung des Schutzes beantragen. Damit verlängert sich die polizeiliche Wegweisung auf 20 Tage. In dieser Zeit entscheidet das Familiengericht über die Dauer des Schutzes.

Das österreichische Bundesgesetz zum Schutz vor Gewalt in Familien hatte Vorbildcharakter in Europa. 2009 wurde es durch das 2. Gewaltschutzgesetz (2. GeschG) novelliert. Wegweisung, Betretungsverbot und die Einstweilige Verfügung sind erhalten geblieben; der Schutz für die Opfer wurde jedoch in weiten Teilen verbessert.
Vom Inkrafttreten des Gesetzes 1997 bis 2011 wurde gegen 73.491 Personen aufgrund ihres gewalttätigen Verhaltens eine polizeiliche Wegweisung ausgesprochen. Davon waren 96 Prozent männlichen und 4 Prozent weiblichen Geschlechts.
Im Jahr 2014 wurde die „Psychosoziale und juristische Prozessbegleitung für Opfer von Gewalt in Strafverfahren und Zivilprozessen in Österreich, 2006“ mit dem Future Policy Award in Silber ausgezeichnet, der vom World Future Council (Weltzukunftsrat) in Hamburg verliehen wird. Dem World Future Council ging es bei den Preisverleihungen 2014 um die „Würdigung von innovativen Lösungsansätzen für die Beendigung der Gewalt gegen Frauen und Mädchen“.

## Deutschland
Nach den positiven Erfahrungen in Österreich begann in Deutschland eine Diskussion über eine Novellierung der Polizeigesetze und des Zivilrechts. Das Gewaltschutzgesetz (GewSchG) ist ein deutsches Bundesgesetz, das als Artikel 1 des Gesetzes zur Verbesserung des zivilgerichtlichen Schutzes bei Gewalttaten und Nachstellungen sowie zur Erleichterung der Überlassung der Ehewohnung bei Trennung erlassen worden ist und am 1. Januar 2002 in Kraft getreten ist.

### Inhalt des Gesetzes
Bis zur Verabschiedung des Gewaltschutzgesetzes herrschte Rechtsunsicherheit im Umgang mit Gewalt, die sich innerhalb von Beziehungen im häuslichen bzw. privaten Umfeld ereignete (Häusliche Gewalt, Belästigung wie Stalking). In der Praxis blieb nur die Möglichkeit, präventiv über die polizeirechtliche Generalklausel einzuschreiten (siehe auch unten).
Das Zivilrecht, das neben dem Strafrecht zum Schutz der Opfer beitragen kann, bietet zwar Möglichkeiten, um auf Gewalttaten und unzumutbare Belästigungen zu reagieren, das Fehlen einer speziellen Rechtsgrundlage für einen Anspruch auf Wohnungsüberlassung bei Gewalttaten in häuslichen Gemeinschaften außerhalb der Ehe führt jedoch zu unbefriedigenden Ergebnissen. Soweit nach § 1361b Absatz 2 des Bürgerlichen Gesetzbuchs (BGB) die Überlassung der Ehewohnung bei Getrenntleben der Eheleute an einen der Ehegatten vorgesehen ist, um eine „schwere Härte“ zu vermeiden, hat sich in der gerichtlichen Praxis gezeigt, dass die Schwelle der „schweren Härte“ zu hoch ist. Die verfahrensrechtliche Geltendmachung von Unterlassungsansprüchen ist – insbesondere auch in Eilverfahren – wegen zahlreicher umstrittener Rechtsfragen schwierig. Darüber hinaus mangelt es der Vollstreckung der zivilgerichtlichen Entscheidungen an Effektivität. Ziel des Gesetzentwurfs ist es, die dargestellten Mängel zu beseitigen und so den zivilrechtlichen Schutz bei Gewalttaten und unzumutbaren Belästigungen zu verbessern.
Das Gewaltschutzgesetz soll zum einen eine klare Rechtsgrundlage für Schutzanordnungen des Familiengerichts bei vorsätzlichen und widerrechtlichen Verletzungen von Körper, Gesundheit oder Freiheit einer Person einschließlich der Drohung mit solchen Verletzungen bieten. Schutzanordnungen nach Maßgabe des Gewaltschutzgesetzes sind auch bei bestimmten unzumutbaren Belästigungen möglich. Zum anderen wird eine Anspruchsgrundlage für die – zumindest zeitweise – Überlassung einer gemeinsam genutzten Wohnung geschaffen, wenn die verletzte Person mit dem Täter bzw. der Täterin einen auf Dauer angelegten gemeinsamen Haushalt führt. Die Schwelle für die Überlassung der Ehewohnung bei Getrenntleben der Eheleute nach § 1361b BGB wird gesenkt.
Bei Körperverletzung oder massiver Bedrohung kann nach § 1 des Gewaltschutzgesetzes (GewSchG) ein Betretungsverbot der Wohnung ausgesprochen werden. Danach müssen Personen, die häusliche Gewalt erfahren haben oder von ihr bedroht sind, nicht mehr den gemeinsamen Haushalt verlassen, in einem Frauenhaus Zuflucht suchen oder zu Obdachlosen werden. Sie können nun per Eilanordnung leichter vor Gericht durchsetzen, dass ihnen die gemeinsame Wohnung zeitlich befristet oder dauerhaft zur alleinigen Nutzung zugewiesen wird (§ 2 GewSchG). Dies sollte gerade dann erfolgen, wenn das Wohl im Haushalt lebender Kinder gefährdet ist. Dabei ist die mögliche Zuweisung nicht mehr nur auf Ehewohnungen beschränkt. Sie gilt auch für alle auf Dauer angelegten häuslichen Gemeinschaften. Die Hürde, ab wann diese Zuweisung möglich ist, wird gesenkt.
Auch bei anderen Belästigungen, wie etwa Telefonterror und anderen Nachstellungen (dem so genannten Stalking), kann das Familiengericht untersagen, sich dem/der Betroffenen oder dessen/deren Wohnung zu nähern, ihn/sie weiterhin anzurufen oder ihn/sie anders zu belästigen (§ 1 Abs. 2 GewSchG). Dies gilt auch, wenn keine Partnerschaft zwischen Täter/Täterin und Opfer besteht.
Das Verfahrens- und Vollstreckungsrecht des Gesetzes ist so ausgestaltet, dass die Antragsteller schnell und einfach zu Schutzmaßnahmen gelangen. Unabhängig von einem Antrag im Hauptverfahren ist auch vorläufiger Rechtsschutz möglich. Verstößt eine Person als Antragsgegner gegen die erwirkten Gewaltschutzanordnungen nach § 1 GewSchG, macht sie sich strafbar (§ 4 GewSchG). Das Gesetz sieht in diesem Falle Freiheitsstrafen bis zu zwei Jahren oder Geldstrafe vor (bis 30. September 2021 lag die Höchststrafe einem Jahr). Damit ist das Gewaltschutzgesetz Teil des Nebenstrafrechts. Neben die Strafbarkeit nach § 4 GewSchG kann noch die Strafbarkeit nach anderen Vorschriften treten (§ 4 Satz 2 GewSchG), wie Straftaten gegen die sexuelle Selbstbestimmung oder Körperverletzungsdelikte. Eine Verweisung auf den Privatklageweg ist nicht möglich.
Allerdings hat der Bundesgerichtshof in seiner Entscheidung vom 28. November 2013 dargelegt, dass das Gericht im Strafverfahren wegen Strafbarkeit nach § 4 GewSchG auch die „materielle Rechtmäßigkeit der Anordnung überprüft und dabei deren tatbestandliche Voraussetzungen eigenständig feststellt“. An die „Entscheidung des Familiengerichts ist es insoweit nicht gebunden“. Bestraft wird der Verstoß gegen eine Gewaltschutzanordnung demnach nur dann, wenn die Gewaltschutzanordnung vom Familiengericht nach Auffassung des Strafgerichts zu Recht erlassen wurde.

### Kritik
Der Kriminologe Michael Bock kritisierte 2001 in einem Rechtsgutachten zum Entwurf des Gesetzes zur Verbesserung des zivilgerichtlichen Schutzes bei Gewalttaten, dass das Gesetz zu sehr auf Gewalt von Männern zugeschnitten sei. Sein Ziel sei nicht, häusliche Gewalt zu bekämpfen, „sondern nur Männergewalt. Geschützt werden sollen nicht alle in häuslicher Gemeinschaft lebenden Menschen oder gar Ehe und Familie, sondern nur Frauen.“
Nach der nicht repräsentativen Pilotstudie „Gewalt gegen Männer in Deutschland“ aus dem Jahr 2004 im Auftrag des Bundesfamilienministeriums hatten von den befragten Männern innerhalb heterosexueller Partnerschaften ein Viertel (26 Prozent) körperliche Gewalt in irgendeiner Form erfahren.

### Polizeiliche Maßnahmen
Ist Gefahr im Verzug, kann die Polizei den Täter aus dem Umfeld des Opfers verweisen („Wegweisung“ oder „Wohnungsverweisung“), bevor ein gerichtlicher Beschluss vorliegt. Eine solche Maßnahme hat nach wie vor ihre Grundlage im Polizeirecht, nicht im Gewaltschutzgesetz. Daher richtet sich die Zulässigkeit, Dauer und Umfang der sogenannten Wegweisung nach dem Polizeirecht des jeweiligen Bundeslandes.

### Urteil
Urteil nach dem Gewaltschutzgesetz (hier: einstweilige Anordnung / Einhaltung einer Bannmeile):

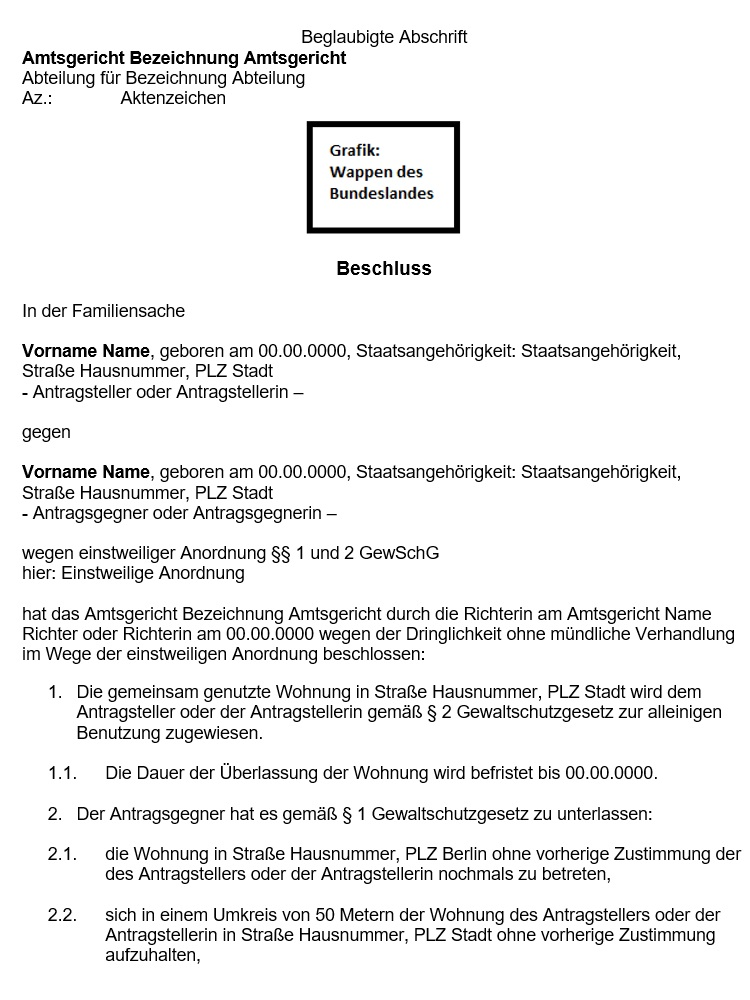
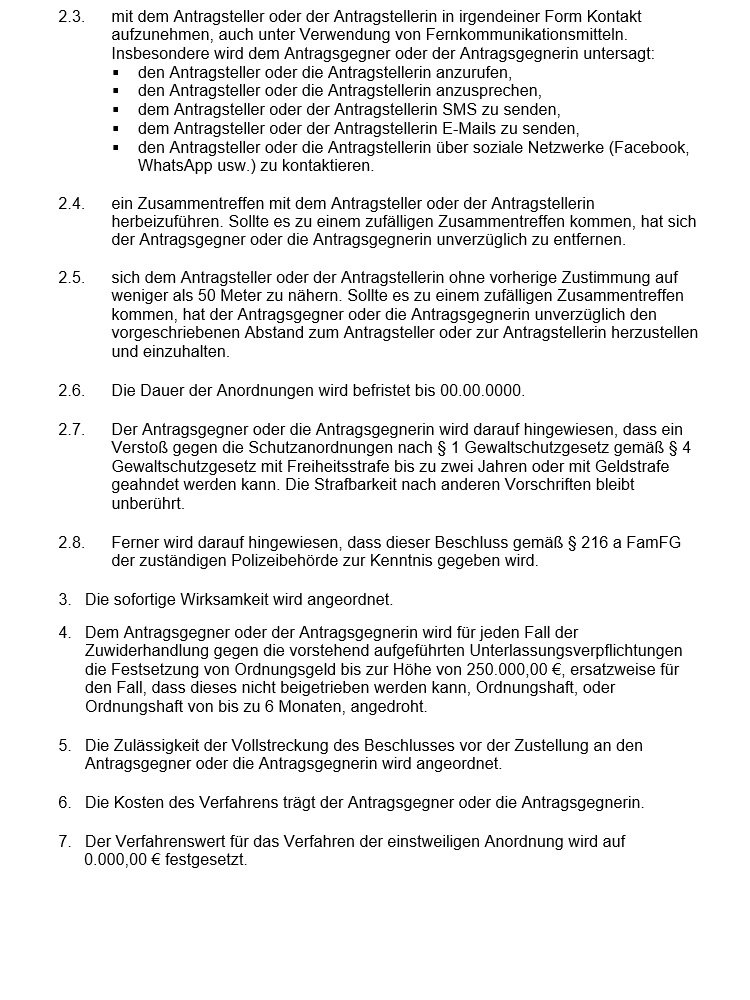
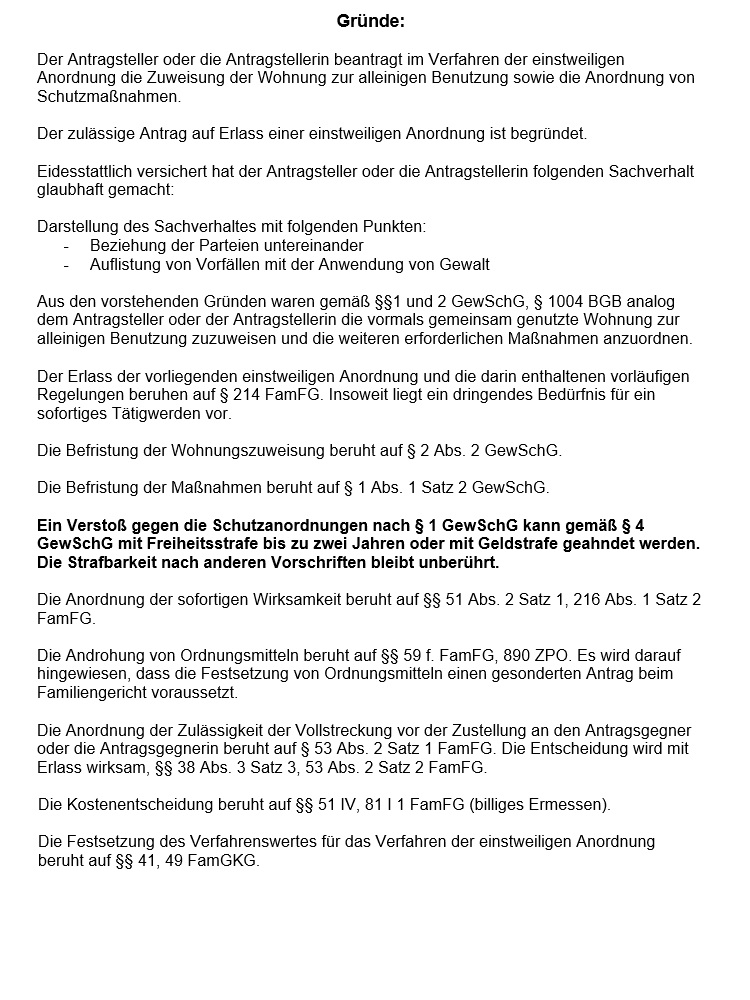
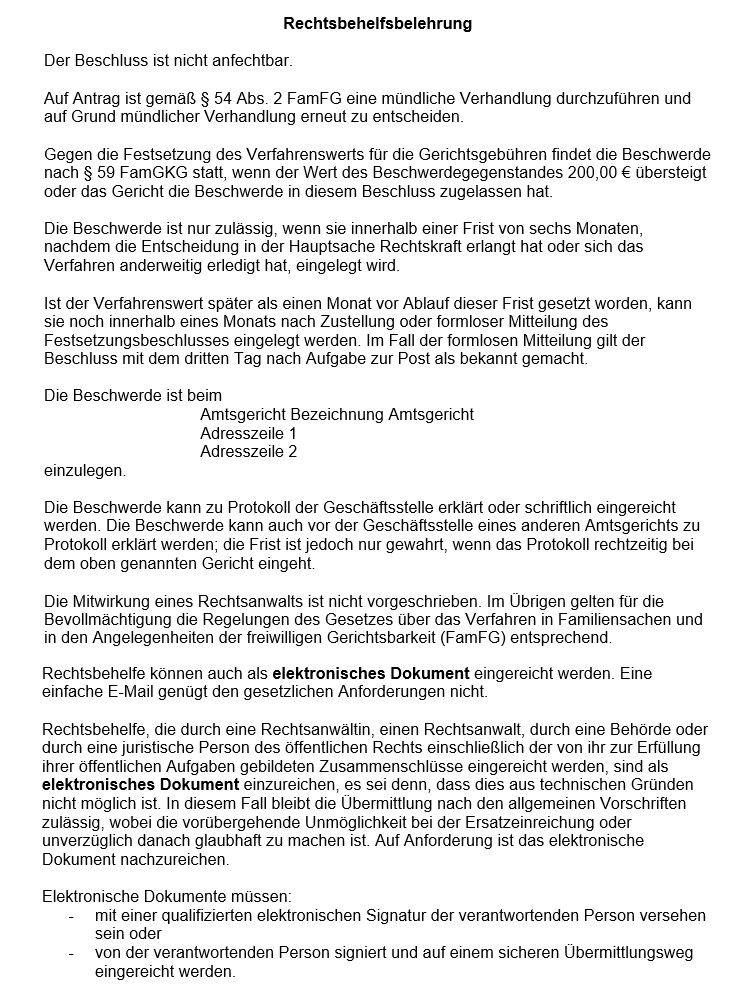
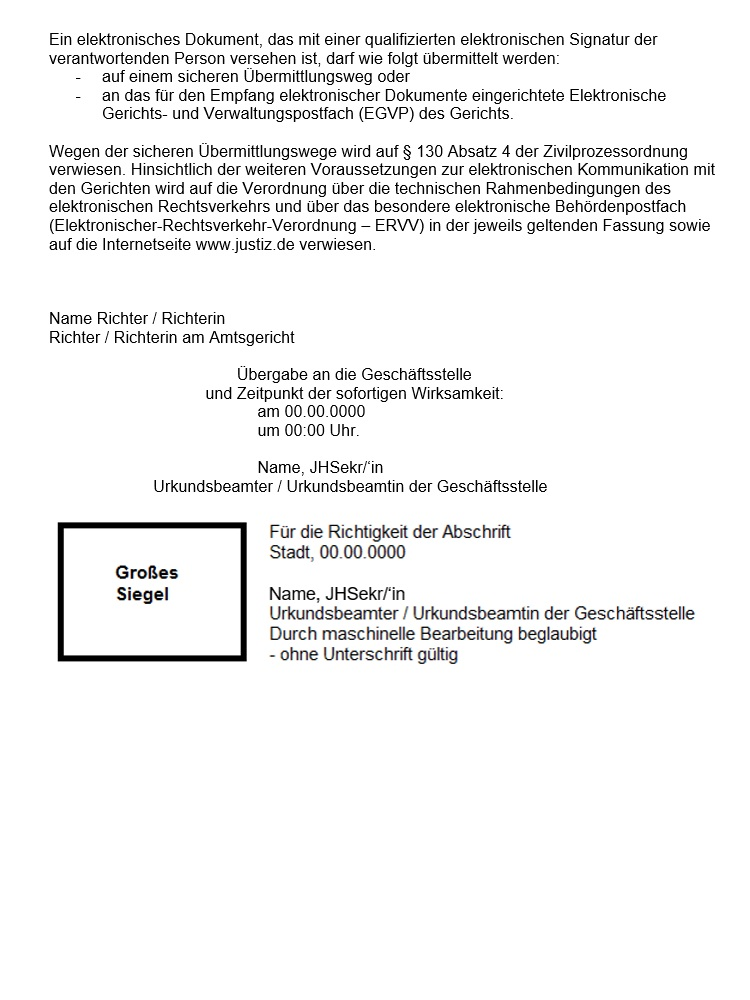

## Schweiz

### Bundesebene
Im Sinne eines zivilgerichtlichen Schutzes wurde auf den 1. Juli 2007 im schweizerischen Zivilgesetzbuch (ZGB) der Schutz gegen Gewalt, Drohungen oder Nachstellungen eingeführt. Am 1. April 2004 trat die Änderung des Strafgesetzbuches (StGB) zur sogenannten Offizialisierung von Gewaltdelikten in Ehe und Partnerschaft in Kraft.

### Kantonale Ebene
Auf kantonaler Ebene haben die Kantone Neuenburg (Loi sur la lutte contre la violence dans les relations de couple vom 20. März 2004, abgelöst durch das Loi sur la lutte contre la violence domestique vom 5. November 2019), Genf (Loi sur les violences domestiques vom 16. September 2005), Zürich (Gewaltschutzgesetz [GSG] vom 19. Juni 2006), Obwalden (Gesetz über den Schutz bei häuslicher Gewalt vom 21. Mai 2010), Wallis (Gesetz über häusliche Gewalt vom 18. Dezember 2015) und Waadt (Loi d’organisation de la prévention et de la lutte contre la violence domestique vom 26. September 2017) eigene Gewaltschutzgesetze erlassen. Die anderen Kantone haben entsprechende Bestimmungen insbesondere in ihre Polizeigesetze aufgenommen.
Das Zürcher Gewaltschutzgesetz beispielsweise bezweckt laut § 1 Abs. 1 „den Schutz, die Sicherheit und die Unterstützung von Personen, die durch häusliche Gewalt betroffen sind“. In § 2 wird als häusliche Gewalt angesehen, „wenn eine Person in einer bestehenden oder einer aufgelösten familiären oder partnerschaftlichen Beziehung in ihrer körperlichen, sexuellen oder psychischen Integrität verletzt oder gefährdet wird [usw.]“. Schutzmaßnahmen sind Wegweisung aus dem Haus bzw. aus der Wohnung, Rayonverbot und Kontaktverbot (§ 3); in schwerwiegenden Fällen kann die Polizei die gefährdete Person in Gewahrsam nehmen (§ 13). Als flankierende Maßnahmen bestehen Beratungs- und Interventionsstellen (§§ 15–18).